# Medaglia dei Benemeriti del Principe e dello Stato

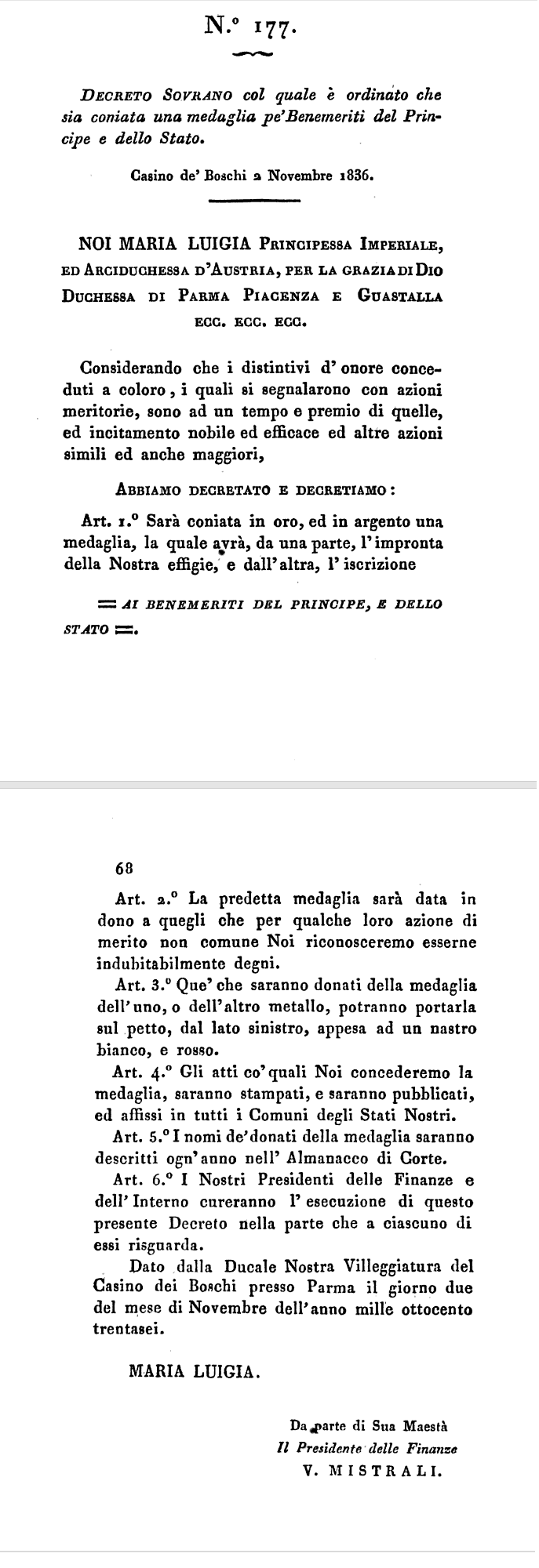
Decreto n. 177 del 2 novembre 1836 con il quale venne istituita la medaglia

La medaglia dei benemeriti del principe e dello Stato è una medaglia di benemerenza istituita dalla duchessa Maria Luisa d'Asburgo-Lorena, sovrana del ducato di Parma, Piacenza e Guastalla il 2 novembre 1836 (decreto n. 177) per essere conferita a quegli che per qualche loro azione di merito non comune Noi riconosceremo esserne indubitabilmente degni. In tale decreto venne stabilita una medaglia in oro ed una in argento.

## Storia
Le medaglie erano conferite con veri e propri atti, stampati, pubblicati ed affissi nei vari Comuni dello Stato e gli insigniti erano indicati ogni anno nell'Almanacco di Corte. Durante il regno di Maria Luigia furono conferite complessivamente 4 medaglie d'oro e 28 d'argento.

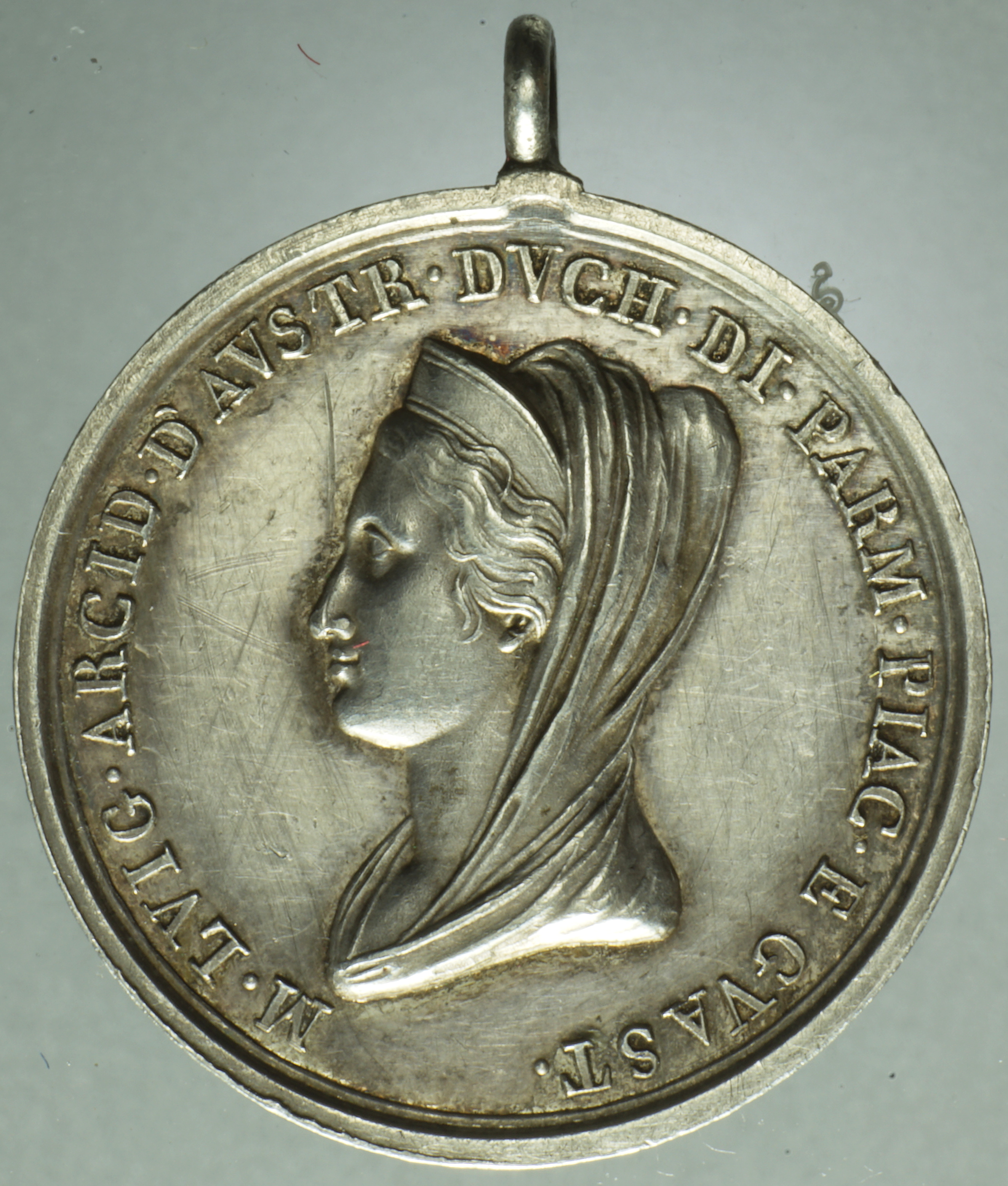
Dritto della Medaglia portativa in argento dei Benemeriti del Principe e dello Stato
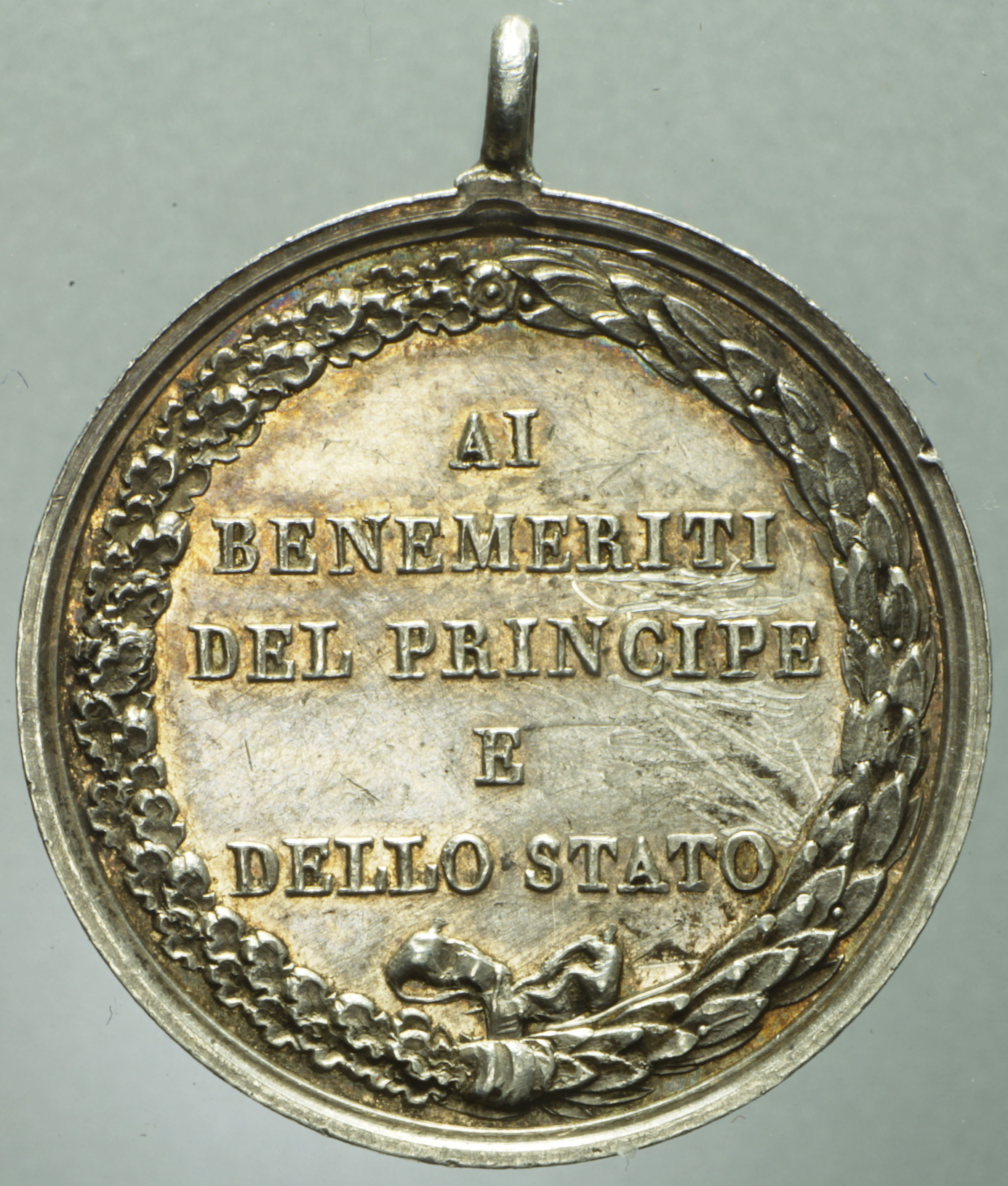
Rovescio della Medaglia portativa in argento dei Benemeriti del Principe e dello Stato
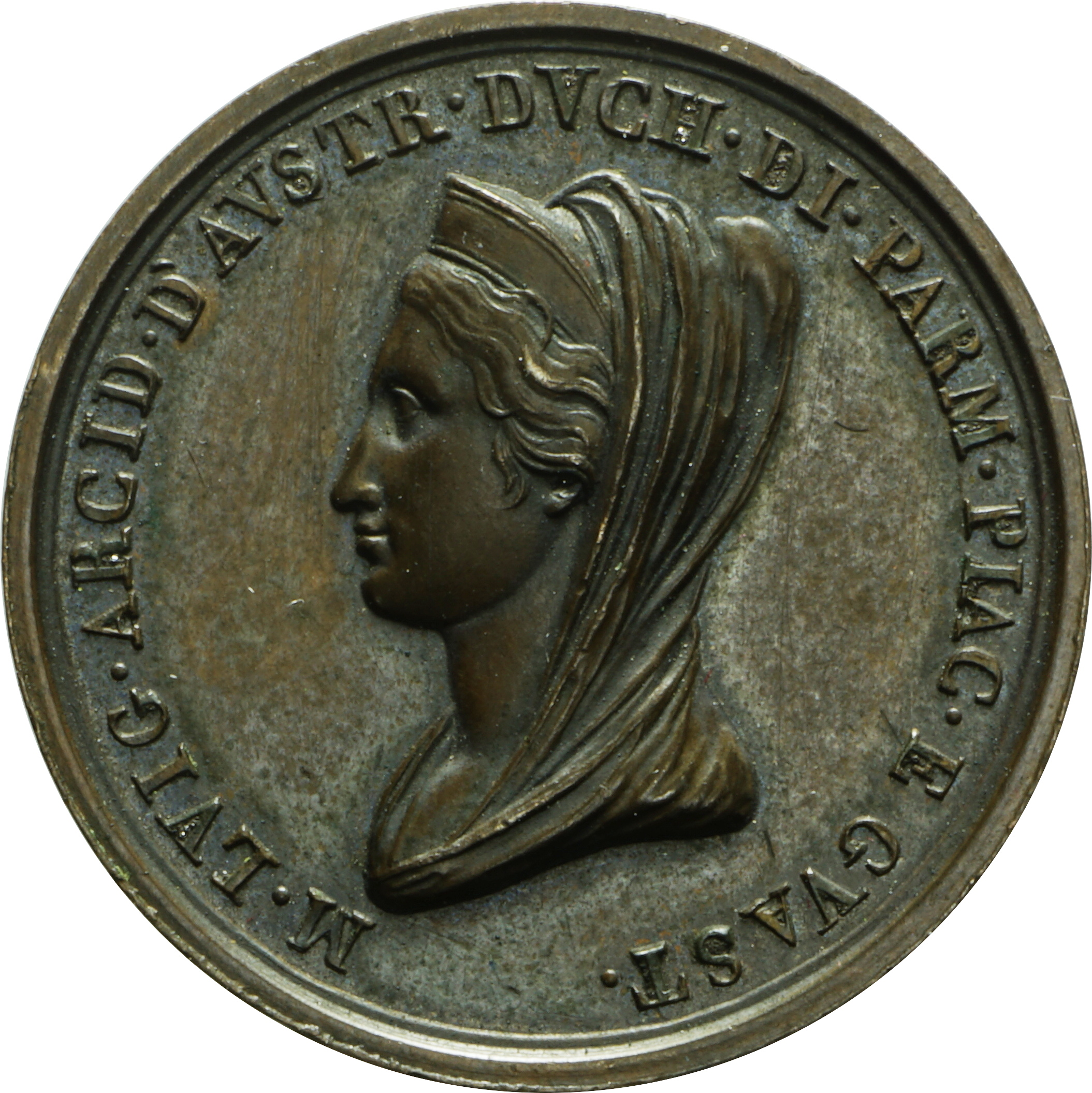
Dritto della Medaglia in rame dei Benemeriti del Principe e dello Stato
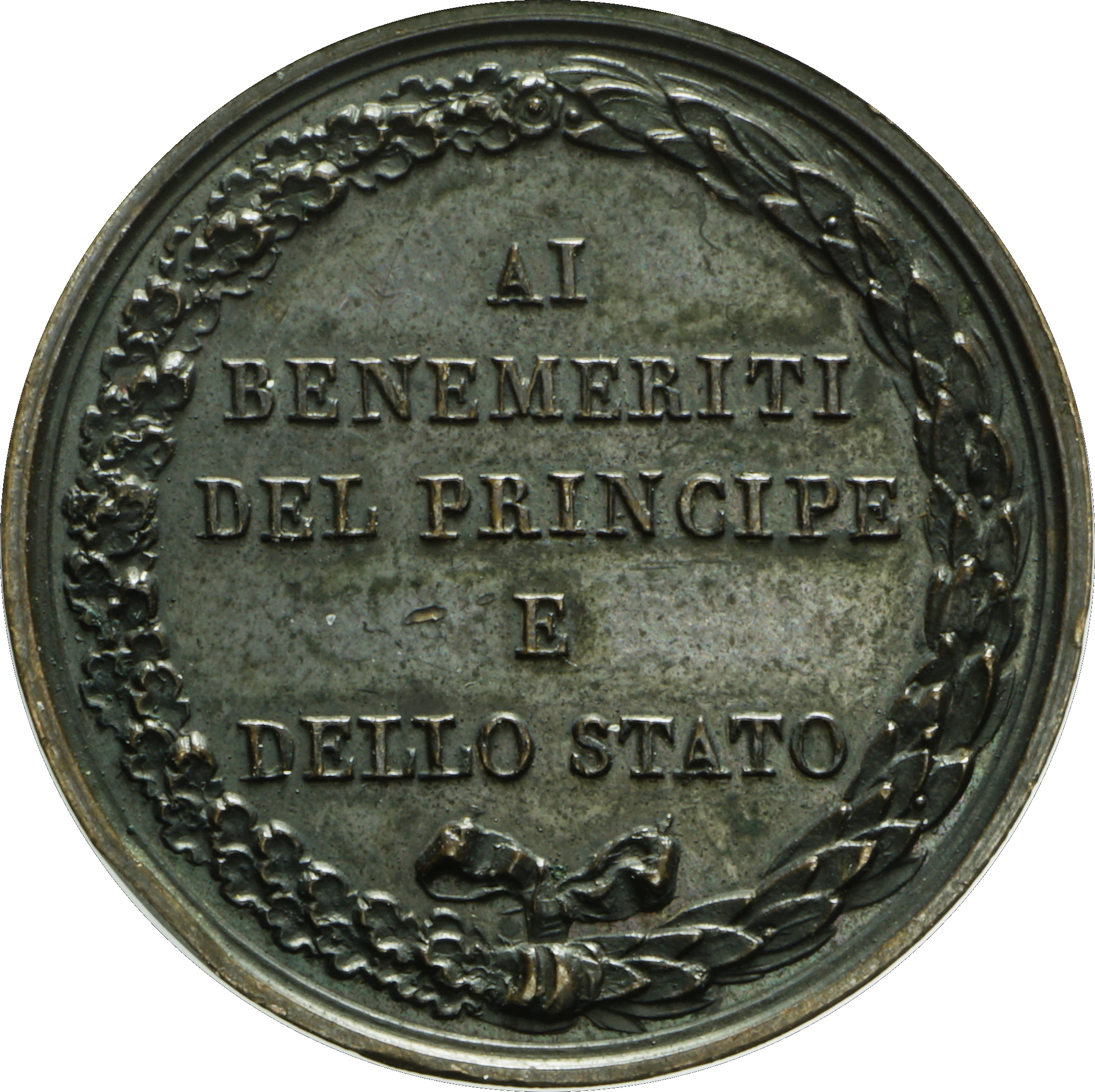
Rovescio della Medaglia in rame dei Benemeriti del Principe e dello Stato

Come decorazione dello Stato, alla morte della duchessa, quando il ducato passò a Carlo di Borbone Parma (1799-1883), che divenne duca di Parmacome Carlo II (1847-1849), l'onorificenza passò alla reale e ducale casa e dinastia dei Borbone di Parma.
In seguito, con Decreto n. 453 del 4 settembre 1849 fu aggiunta anche la tipologia di medaglia in rame, ed infine, con sovrano rescritto n. 208 del 17 giugno 1853 fu stabilito che il nastro ("largo quarantadue" mm) dovesse avere i colori scarlatto e blu, restando facoltativo portare il nastro bianco e rosso per gli insigniti della defunta duchessa Maria Luisa.

### Le nuove concessioni
Con decreto del 18 agosto 2013 S.A.R. Carlo Saverio di Borbone-Parma, oltre a riprendere le concessioni per la medaglia "Ai Benemeriti della Sanità Pubblica", ha specificato che il nastro della "medaglia del principe" sarebbe stato di nuovo del tradizionale colore scarlatto e blu, mentre il nastro celeste delle stesse decorazioni, concesso in precedenza, potrà essere mantenuto o sostituito. Attualmente, pertanto, Sua Altezza Reale il Principe Carlo Saverio Duca di Parma e Piacenza con lo stesso spirito del Suo Avo il Duca Roberto, concede questa onorificenza quale riconoscenza per particolari azioni meritorie nei confronti della Civica Comunità.

## La medaglia
La decorazione doveva avere su un verso il profilo del duca sovrano e sull'altro lato l'iscrizione "AI BENEMERITI DEL PRINCIPE E DELLO STATO”.
Attualmente, invece, la medaglia porta sul verso lo stemma della  casa con la scritta "REAL CASA DI BORBONE PARMA" e sull'altro lato l'iscrizione al centro, fra due rami incrociati, "BENEMERENTI".
L'onorificenza deve essere portata “sul petto, dal lato sinistro" ed era "appesa da un nastro bianco e rosso”.
Attualmente il nastro originale è a liste verticali scarlatto e blu.

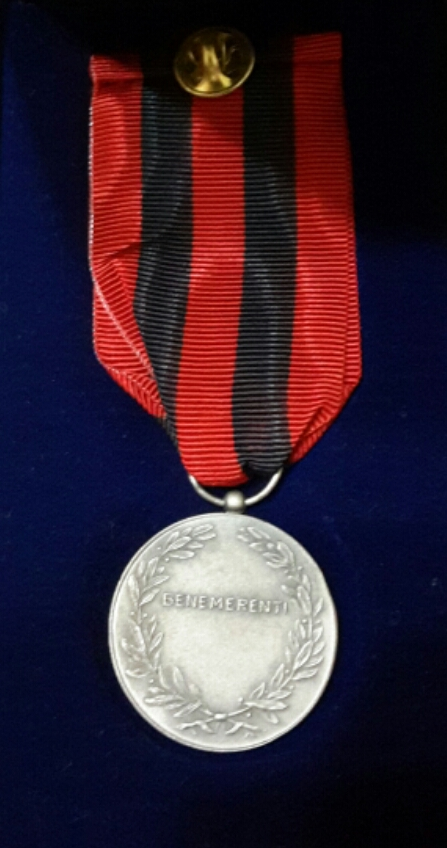
Recto della medaglia dei benemeriti del principe e dello Stato
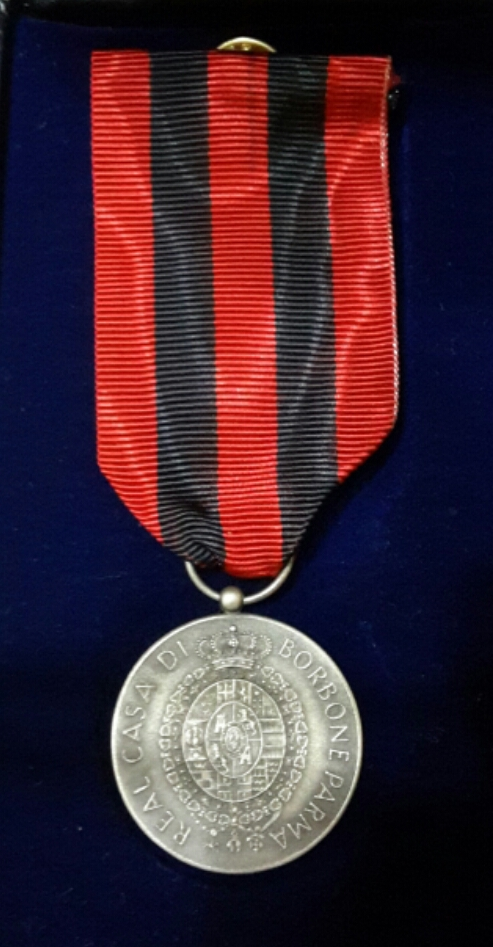
Verso della medaglia dei benemeriti del principe e dello Stato